# Будянский, Василий Иванович
Василий Иванович Будянский (19 сентября 1942, с. Черняков, Волчанский район, Харьковская область — 2 октября 2018, Сумы, Украина) — украинский театральный актёр, поэт и драматург, педагог. Заслуженный артист УССР (1980). Исследовал историю древней литературы, украинскую этнопедагогику.

## Биография
Родился в семье украинских крестьян, временно освобождённых от колхозного труда. Отец — Будянский Иван Филиппович 1913 г. р. инвалид Второй мировой войны, мать — Будянська Александра Дмитриевна.
В семилетнюю школу ходил в село Лошаково (3 км от дома), Волчанского района, десятилетку оканчивал в с. Грачевка, Великобурлукский район (10 км от дома).
Уроки учил по дороге домой. Иду, спотыкаюсь, читаю учебник. Дома учить было некогда, надо помогать по хозяйству, так как мать больная, отец инвалид…Василий Будянский
Ещё в школе Василий мечтал стать артистом, но родители отнеслись к подобному желанию с рациональным скептицизмом, ибо шансы поступить в Театральный институт у сельского парня были мизерные. Отец убедил его пойти в сельскохозяйственный техникум.
В 1962 году окончил Волчанский техникум механизации сельского хозяйства. Полгода работал главным механиком в колхозе с. Юрьевка Волчанского района.
В 1962—1965 годах находился на срочной службе в ГДР. Служил в таких городах, как Франкфурт-на-Одере и Потсдам.
Во время службы Василий не оставлял мечту когда-нибудь выйти на сцену. в 1965 году по Восточной Германии гастролировал хор Верёвки, который также дал концерт в воинской части, где служил Будянский. Ему, как русскоязычному солдату, поручили поздравить артистов на родном языке. После концерта на фуршете познакомился с Элеонорой Скрипчинской, которой рассказал о мечте стать артистом. Она надеялась, что мечта Василия о сцене реализуется.
В 1965 году Будянский подал документы в Харьковский театральный институт. Конкурс — 25 человек на 1 место, и подавляющее большинство — дети народных артистов. Будянский стал единственным, кто сдал экзамены на украинском языке на отлично.
В 1969—1973 годах работал в Академическом театре им. Шевченко. В 1974—1992 годах — в Сумском областном театре драмы и музыкальной комедии имени Н. С. Щепкина, областной филармонии. В основном играл главные роли. Один из первых на Сумщине сыграл Григория Сковороду.
В 1980 году получил награду Заслуженный артист УССР.
Автор и исполнитель более 20 программ литературных концертов. В программу входили произведения Владимира Маяковского, Сергея Есенина, Василия Шукшина, Михаила Лермонтова, Тараса Шевченко, Платона Воронько, сказки Александра Пушкина, театральная постановка «Моцарт и Сальери».
С 1992 года — на педагогической работе. Работал на кафедре украинской литературы преподавателем «Древней литературы», «Выразительного чтения», «Риторики».
Был женат. Имел двух сыновей, две внучки и внука. Скончался 2 октября 2018 года в г. Сумы.
Автор 5 печатных работ.
Пьеса «За землю Русскую», на тему Слово о полку Игореве; Поэтические сборники: «Стихи. Дружеские шаржи» (издательство «Слобожанщина» Суммы, 1998), «Песни, стихи и дружеские шаржи» (издательство «Казацкий вал», Суммы, 1999). Учебные пособия: «Искусство выразительного чтения» (изд. «Казацкий вал», Суммы, 2001), «Риторика, искусство красноречия» (изд. «Казацкий вал» 2002). Готовится к изданию учебное пособие «Педагогическая мудрость слобожанской семьи».